# بهارات نالوری
بهارات نالوری (انگلیسی: Bharat Nalluri؛ زادهٔ ۱۹۶۵) یک کارگردان اهل بریتانیا - هند است.

## فیلم‌شناسی
- مردی که کریسمس را اختراع کرد (۲۰۱۷)
- Spooks: The Greater Good (۲۰۱۴) ۲
- Torchwood: Miracle Day (۲۰۱۱)
- Miss Pettigrew Lives for a Day (۲۰۰۸)
- کلاغ: رستگاری (۲۰۰۰)
- Killing Time (۱۹۹۸)
- زمان بیکاری (۱۹۹۸)